# Polymyalgia rheumatica
Die Polymyalgia rheumatica (griechisch/lateinisch für rheumatischer Vielmuskelschmerz, umgangssprachlich Polymyalgie; abgekürzt PMR) ist eine entzündlich-rheumatische Erkrankung mit akut beginnenden Schmerzen der Schulter- und Beckengürtelmuskulatur. Sie betrifft überwiegend ältere Menschen. Die Muskelschmerzen ähneln denen des Fibromyalgiesyndroms. Die Ursache der Erkrankung ist unbekannt, wahrscheinlich handelt es sich um eine Autoimmunerkrankung. 

## Epidemiologie
Die Polymyalgia rheumatica ist eine typische Erkrankung des älteren Menschen. Meist tritt sie bei über 55-Jährigen auf. Frauen sind doppelt so häufig betroffen wie Männer. In 40–60 % der Fälle tritt die Polymyalgie zusammen mit einer Riesenzellarteriitis auf.

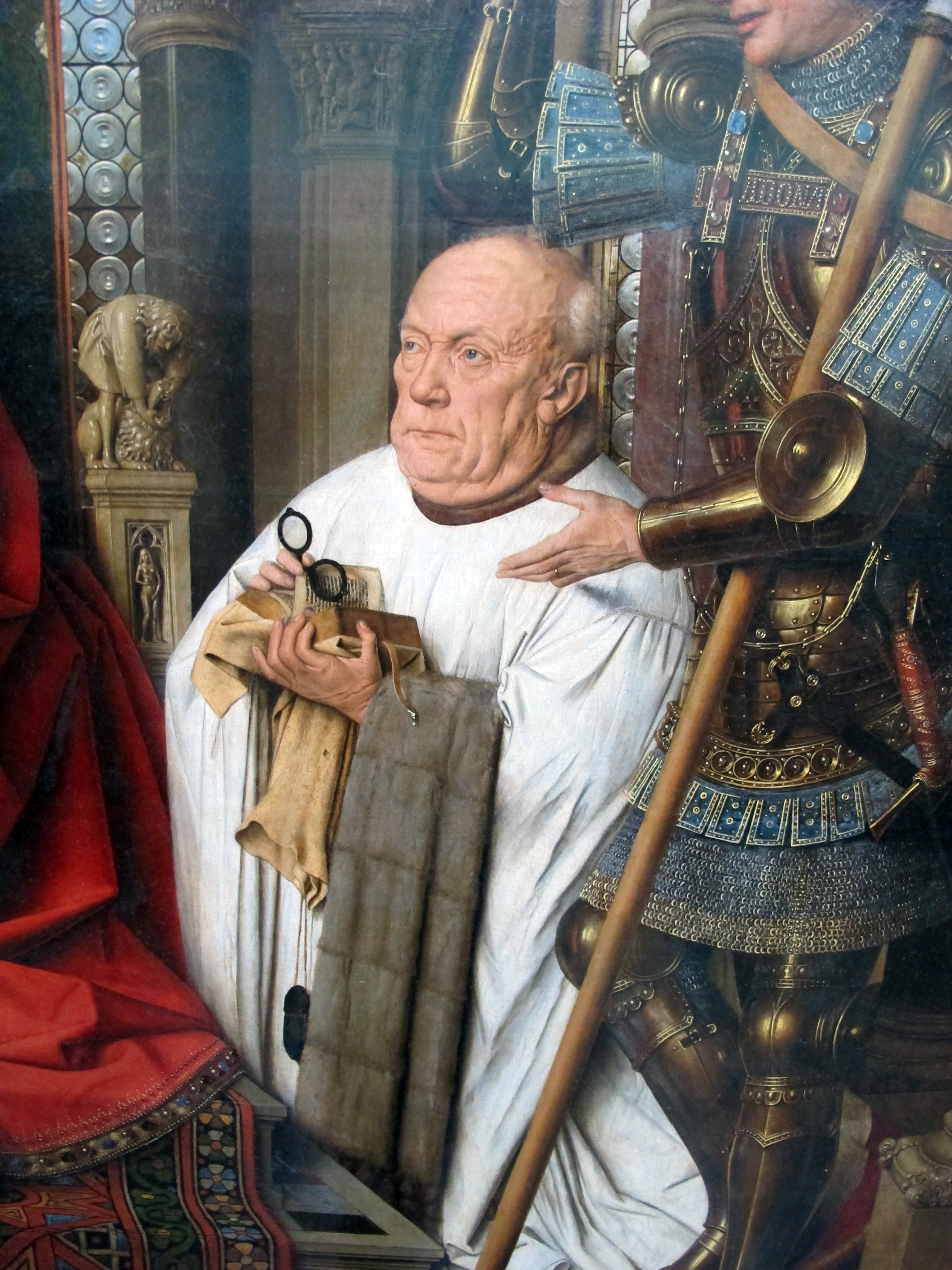
Der Kanoniker Joris van der Paele, Ausschnitt aus einem von ihm gestifteten Gemälde von Jan van Eyck, 1436, möglicherweise dargestellt mit Symptomen von Polymyalgia rheumatica und Riesenzellarteriitis (geschwollene Hand links, hervortretende Schläfenarterien)

## Symptomatik und Diagnose
Kardinalsymptom ist der akut einsetzende, erhebliche morgendliche Muskelschmerz im Schulter- und/oder Beckengürtelbereich. Dieser Schmerz ist in der Regel seitensymmetrisch. Es tritt eine zum Teil schmerzhafte Steifigkeit der Muskulatur auf, die bis zur Bewegungsunfähigkeit führen kann.
Meist besteht zudem ein allgemeines Krankheitsgefühl, wie bei einem grippalen Infekt.
Paraklinisch sind starke Entzündungszeichen (vermehrte Akute-Phase-Proteine, erhöhte Blutsenkungsgeschwindigkeit) und bisweilen eine Anämie nachweisbar. Die Bestimmung von Rheumafaktoren ist für die Diagnose nicht hilfreich. Auch die Elektromyographie ist unauffällig. In der  Muskelbiopsie kann bei diagnostischer Unsicherheit das Vorliegen einer Polymyositis, einer Dermatomyositis oder einer Einschlusskörper-Myositis ausgeschlossen werden.

## Diagnosekriterien
Vier von sieben Kriterien müssen erfüllt sein (nach Bird u. a., 1979):
- beidseitige Schulterschmerzen und/oder Steifigkeit (alternativ Schmerzen im Bereich: Nacken, Oberarme, Gesäß, Oberschenkel)
- akuter Erkrankungsbeginn (innerhalb von zwei Wochen)
- Alter > 65 J. (in Ausnahmefällen auch früher)
- initiale Blutkörperchensenkungsgeschwindigkeit von > 40 mm/1.h
- morgendliche Steifigkeit > 1 Stunde
- Depression und/oder Gewichtsverlust
- beidseitiger Oberarmdruckschmerz

Ein entscheidendes diagnostisches Zeichen ist, dass bei der Behandlung mit einer höheren Dosis von Cortison die Beschwerden fast schlagartig, also meist schon am nächsten Tag, verschwinden.

## Therapie
Bei ausreichender Gabe von Glukokortikoiden (30 mg/Tag) kommt es bereits nach wenigen Stunden bis Tagen zur Beschwerdefreiheit. Liegt gleichzeitig eine Riesenzellarteriitis vor, muss eine deutlich höhere Dosis verwendet werden. Die Dosis wird nur bei Beschwerdefreiheit gesenkt. Zur Verhinderung von Rezidiven ist eine Erhaltungstherapie über die Dauer von mindestens einem Jahr nötig. Eine Reduktion der Dosis bis auf 2,5 mg/Tag ist manchmal möglich. Angestrebt wird die Absenkung auf eine möglichst niedrige Erhaltungsdosis. Die Therapiedauer beträgt etwa 18–24 Monate.
Wenn die alleinige Behandlung mit Kortikoiden keine zufriedenstellenden Ergebnisse bringt, kann zusätzlich Methotrexat gegeben werden. Aber auch hier rechtfertigt die Studienlage keine Standardbehandlung, ebenso ist Azathioprin nicht abgesichert.

### Therapieziel
- Beschwerdefreiheit
- Senkung (BSR) < 20 mm nach der Westergren-Methode (1-Stundenwert)
- C-reaktives Protein (CRP) < 1 mg/dl